# Capitán Miranda (veliero)
Il V/E Capitán Miranda è un veliero a tre alberi dell'Armada Nacional dell'Uruguay, varato nel 1930 e utilizzato prima come nave da ricerca e poi come nave scuola dal 1978.

## Storia
Il veliero è stato varato nel 1930 presso il cantiere navale Matagorda di Puerto Real dalla Sociedad Española de Construcción Naval come nave da ricerca idrografica e oceanografica, venendo dedicata all'ufficiale e ricercatore uruguaiano Francisco Prudencio Miranda. Dopo un primo collaudo il vascello è stato consegnato all'Armada Nacional dell'Uruguay, giungendo a Montevideo il 16 dicembre 1930. Le caratteristiche della nave erano: 55 metri di lunghezza, 8 metri di larghezza e 3,4 metri di pescaggio.
Dopo oltre 40 anni di servizio il veliero è stato radiato nel 1976, venendo destinato alla demolizione. Su iniziativa del viceammiraglio Hugo León Márquez il vascello è stato invece destinato a diventare una nave scuola, venendo ricostruito tra il 1977 e il 1978 col potenziamento dell'armamento velico, la realizzazione di nuovi alloggi adeguati al nuovo scopo, la sostituzione del sistema di propulsione oltre che l'ammodernamento dei sistemi di navigazione. Il primo viaggio nella nuova veste iniziò il 20 ottobre 1978, effettuando poi il giro del mondo in 355 giorni a partire dalla partenza il 2 agosto 1987 da Montevideo. Da allora l'imbarcazione ha partecipato a numerose regate tra cui: SAIL Bremerhaven (nel 1990, nel 2000 e nel 2025) e Armada di Rouen (nel 2008 e nel 2023).
Il vascello, pesantemente deteriorato, subì un ulteriore e approfondito restauro nel 1993.

## Caratteristiche
Si tratta di un veliero a tre alberi (trinchetto, maestro e di mezzana), definito spesso come scuna o goletta, lungo circa 60,45 metri, largo 8 metri, con un pescaggio di circa 3,95 metri e un dislocamento di 839 tonnellate. L'armamento velico prevede sette vele, per una superficie complessiva di 853,35 metri quadrati, e due di queste sono state decorate col Sole di maggio su disegno di Carlos Páez Vilaró.

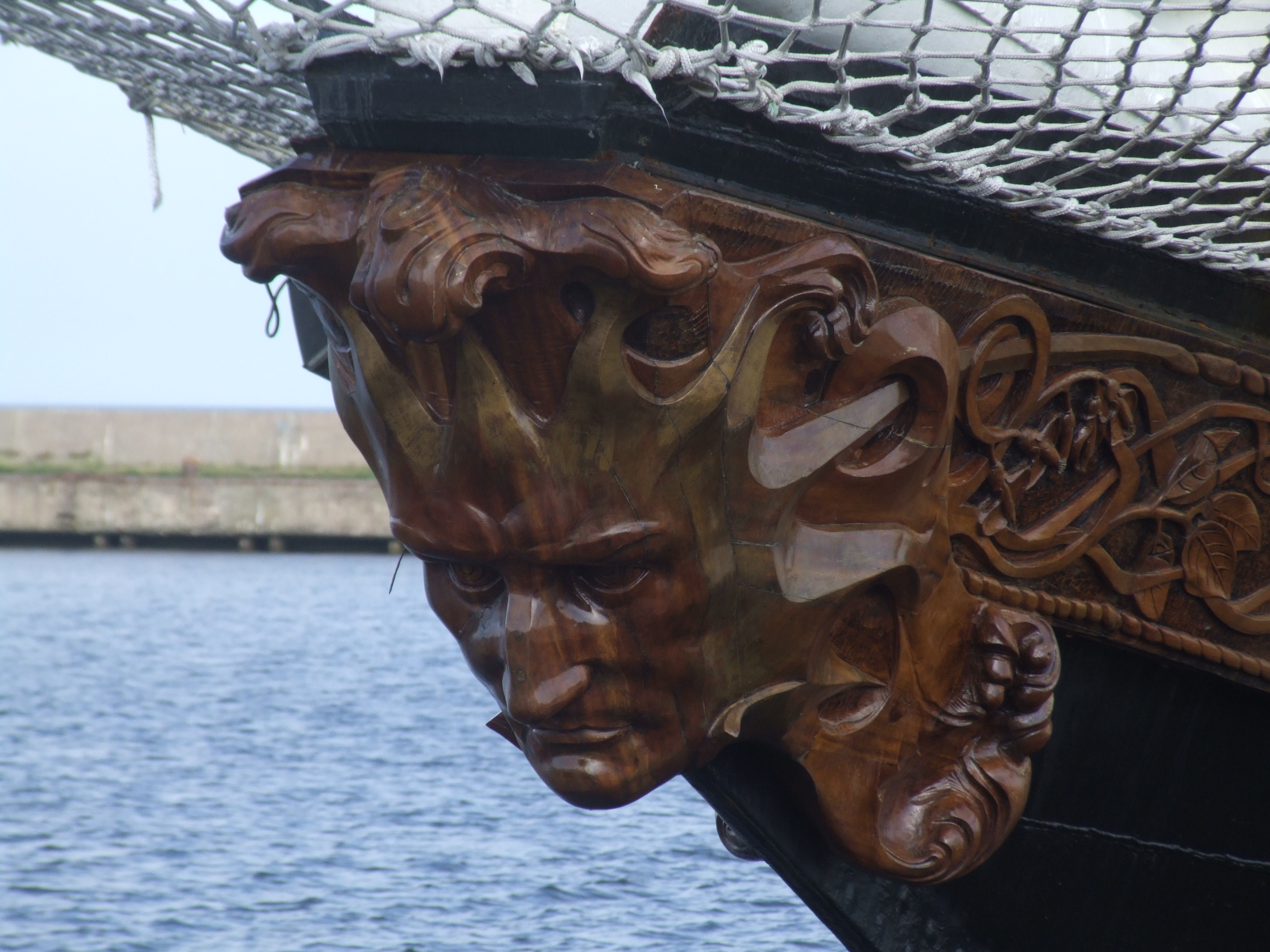
La polena del Capitán Miranda.

La polena raffigura il volto della personificazione del Sole ed è una replica dell'originale, caduta nel 2004 durante una tempesta nel mar Mediterraneo, realizzata dagli artisti uruguaiani Javier Abdala e Andrés Santángelo.

### Araldica
La nave è dotata di uno stemma costituito da uno scudo sannitico, in cui è rappresentata su sfondo nero con bordo rosso una caravella dorata al centro tra le colonne d'Ercole circondate da due nastri rossi decorati con lettere dorate; sulla colonna destra appare la scritta "plus" mentre sulla colonna sinistra appare la scritta "ultra", corrispondente alla locuzione latina plus ultra, ovvero "andare oltre i propri limiti", richiamando lo stemma della Spagna. Lo scudo è sovrastato da una corona navale dorata ed è circondato da un nastro bianco che reca il motto del vascello: "Mare magnum", ovvero il nome latino attribuito all'oceano Atlantico.
La bandiera della nave raffigura un delfino dorato, simbolo di amicizia poiché la nave scuola è considerata "ambasciatrice itinerante", rivolto verso la sua destra in campo nero con bordo rosso.